# Banco do Brasil
Banco do Brasil is de oudste actieve commerciële bank in Brazilië en behoort tot de oudste financiële instellingen in de wereld.
Deze bank stond in 2014 op plaats 104 in de Forbes Global 2000 leading Companies.